# 월드컵 분수대

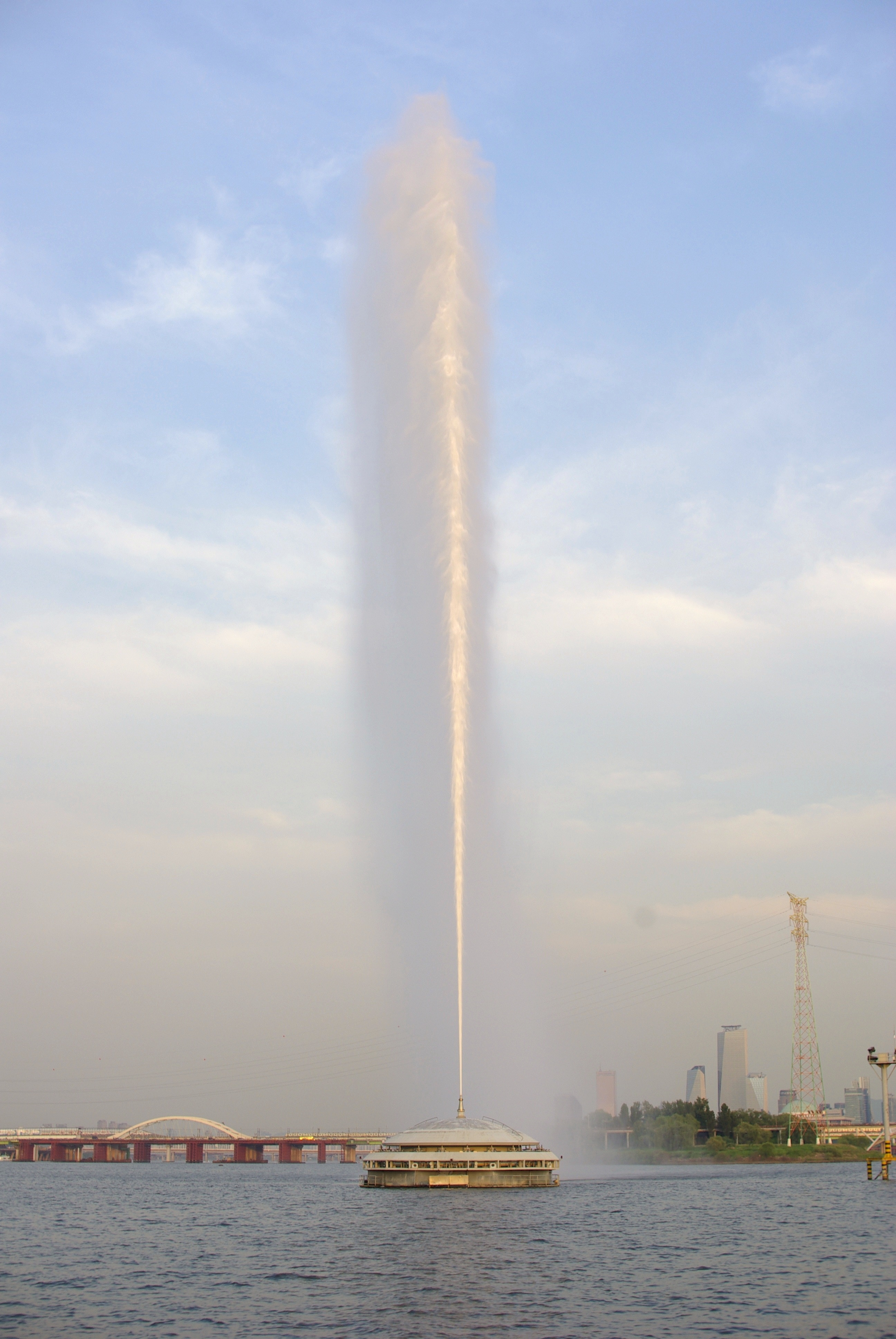
가동중인 월드컵 분수대

월드컵 분수대는 서울 영등포구 양화동 부근 한강에 가변식으로 설치된 분수대를 말한다. 물줄기의 최대 높이는 203m이다. 2002년 한일월드컵 개최를 기념하기 위해 서울월드컵경기장 인근의 한강인 성산대교 인근에 만들어졌다.

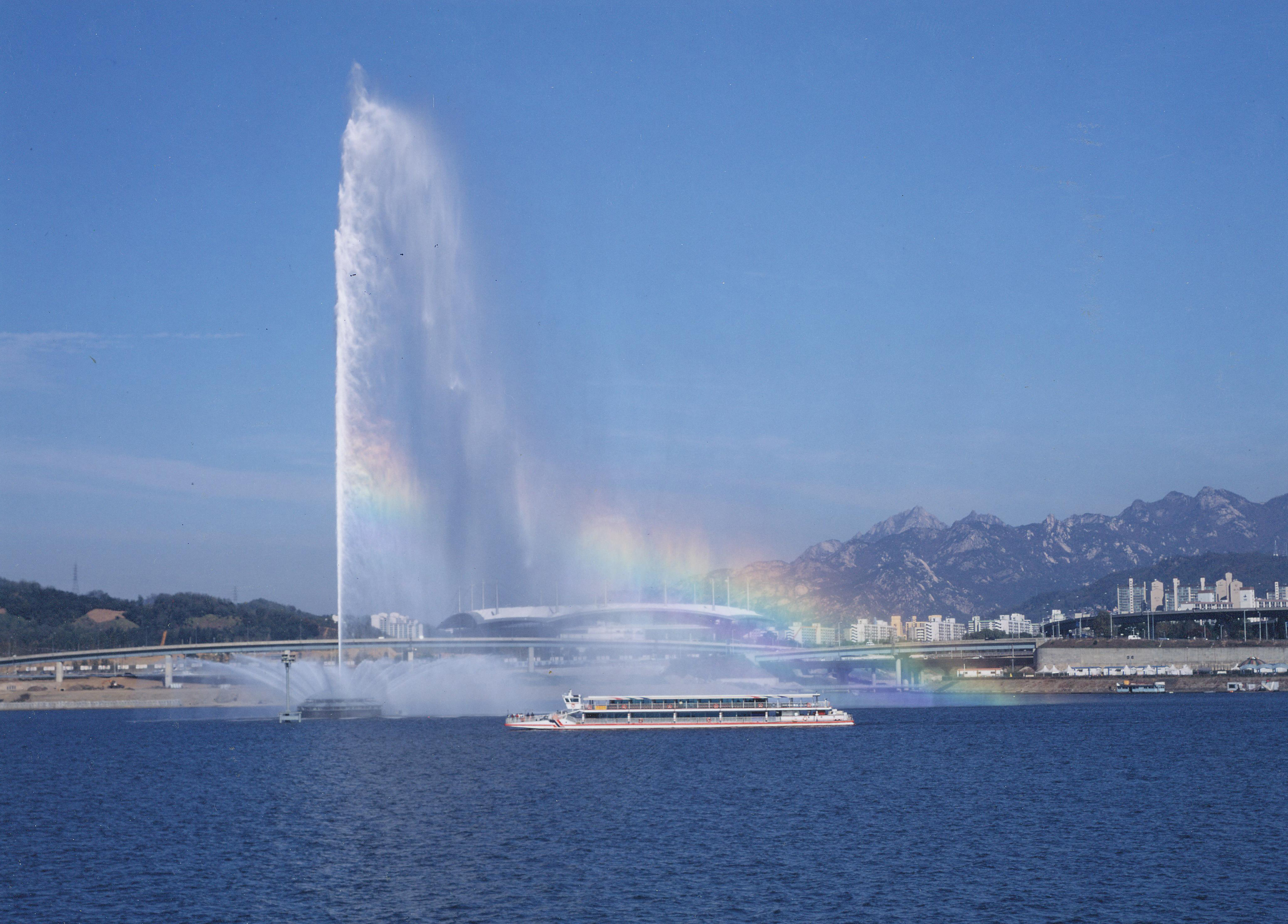
분수대와 서울월드켭경기장